# Jakub Kamiński
Jakub Kamiński (Ruda Śląska, 5 de junho de 2002) é um futebolista polonês que atua como meio-campo. Atualmente joga pelo Wolfsburg.

## Carreira no clube

### Lech Poznan
Começou sua carreira no Szombierki Bytom, antes de ingressar na academia do Lech Poznań em 2015. Subindo nas categorias de base com os times juniores e o time reserva, ele foi incluído pela primeira vez na escalação do time principal no início de 2019 por Adam Nawałka.
Ele fez sua estreia na Ekstraklasa em 20 de setembro de 2019, em um empate em casa por 1 a 1 contra o Jagiellonia Białystok, como titular. Seu primeiro gol na liga veio em um empate 3-3 fora de casa contra o Zagłębie Lubin em 6 de junho de 2020. Em 16 de setembro de 2020, ele marcou seu primeiro gol nas competições europeias contra o Hammarby IF na vitória por 0–3 na rodada de qualificação da Liga Europa . Após uma campanha de sucesso em 2021-22, que viu o Lech vencer o campeonato no 100º aniversário do clube, ele foi eleito o Jovem Jogador da Temporada da Ekstraklasa.

### Wolfsburg
Em 10 de janeiro de 2022, Kamiński assinou um contrato de cinco anos com o VfL Wolfsburg, com vigência a partir de 1º de julho de 2022.

## Carreira internacional
Ele fez sua estreia pela seleção polonesa de futebol em 5 de setembro de 2021, nas eliminatórias da Copa do Mundo contra San Marino, uma vitória fora de casa por 7–1. Ele começou e jogou a partida inteira.
| Nº. | Data               | Local                                              | Oponente      | Placar | Resultado | Competição                           |
| --- | ------------------ | -------------------------------------------------- | ------------- | ------ | --------- | ------------------------------------ |
| 1   | 1 de junho de 2022 | Estádio Municipal de Breslávia, Breslávia, Polônia | País de Gales | 1–1    | 2–1       | Liga das Nações da UEFA A de 2022–23 |

## Títulos
Lech Poznán
- Ekstraklasa: 2021–22